# Tasmanoonops daviesae
Tasmanoonops daviesae là một loài nhện trong họ Orsolobidae.
Loài này thuộc chi Tasmanoonops. Tasmanoonops daviesae được Raymond Robert Forster & Norman I. Platnick miêu tả năm 1985.